# Licht & Schatten (Album)
Licht & Schatten ist das vierte Studioalbum des deutschen Elektropop-Duos Glasperlenspiel.

## Entstehung und Artwork
Mit Ausnahme des Liedes Feinde, wurden alle Stück des regulären Albums von den beiden Glasperlenspiel-Mitgliedern Daniel Grunenberg und Carolin Niemczyk – in Zusammenarbeit mit wechselnden Koautoren – geschrieben und komponiert. Lediglich das Eröffnungslied Schatten & Licht entstand ohne Fremdeinwirkung. Neben den beiden Glasperlenspiel-Mitgliedern stellt der Berliner Singer-Songwriter Peter Stanowsky die meisten Autorenbeteiligungen. Er schrieb an acht der 14 Lieder mit. Die beiden deutschen Songwriter Johannes Burger und Kilian Wilke schrieben jeweils an vier Stücken mit. Der aus Gelsenkirchen-Erle stammende Produzent Markus Gorecki stellt drei Autorenbeteiligungen. Des Weiteren schrieben die Berliner Rapperin Kitty Kat (Katharina Löwel) sowie der Münchener Rapper Ali As (Zulfiqar Ali Chaudhry) an mehr als einem Titel mit. Burger, Löwel, Stanowsky und Wilke waren bereits auf den vergangenen Glasperlenspiel-Alben als Autoren tätig. Neben den bereits aufgeführten Komponisten und Liedtextern wirkten 29 Weitere an vereinzelten Stücken mit.
Die Produktion des Albums erfolgte durch wechselnde Produzenten. Die meisten Produktionen entstammen aus der Zusammenarbeit des Glasperlenspiel-Mitglieds Grunenberg, des Münchener Musikers Daniel Grossmann sowie dem Berliner Musikproduzenten Matthias Mania. Das Trio produzierte sechs Stücke gemeinsam. Neben den beiden stellen lediglich der Mainzer Produzent Michael Geldreich und der aus Berlin stammende Produzent Pascal Reinhardt (Kalli) mehrere Produktionen. Beide zeichneten jeweils für drei Produktionen verantwortlich. Darüber hinaus sind Andreas Herbig, das Produzenten-Trio Madizin (bestehend aus Patrick Benzner, Dave Roth und Serhat Sakin) sowie Patrick Salmy an weiteren Produktionen beteiligt. Abgemischt wurden die Titel jeweils von den entsprechenden Produzenten, lediglich Grunenberg ist nicht an der Abmischung beteiligt. Das Mastering erfolgte unter der Leitung des Berliners Lex Barkey.
Auf dem Cover des Albums sind – neben Künstlernamen und Liedtitel – die Oberkörper der beiden Glasperlenspiel-Mitglieder, nebeneinanderstehend vor einem weißen Hintergrund, zu sehen. Auf der linken Seite steht Niemczyk, die eine weiße Bluse trägt. Während ihr Oberkörper nach links gerichtet ist, geht ihr Blick in Richtung des Betrachters. Auf der rechten Seite steht Grunenberg, der ein weißes Hemd trägt. Sein Blick ist ebenfalls nach vorne gerichtet. Grunenbergs Oberkörper ist nach rechts, Richtung Niemczyk, gerichtet. Das Coverbild ist ein Ausschnitt einer vorherigen Aufnahme und entstammt ursprünglich aus einem Pressefoto, welches von Arton Sefa geschossen wurde.

## Veröffentlichung und Promotion
Die Erstveröffentlichung von Licht & Schatten erfolgte am 20. April 2018. Das reguläre Album besteht aus 14 neuen Studioaufnahmen und ist als CD und Download erhältlich. Zeitgleich erfolgte die Veröffentlichung einer „Deluxe Version“ des Albums. Diese beinhaltet eine zweite CD mit 13 Remix- und Coveraufnahmen. Das Album wurde unter dem Musiklabel Polydor veröffentlicht und durch Universal Music Publishing vertrieben.
Um das Album und sich selbst zu bewerben, erfolgten unter anderem Liveauftritte mit Royals & Kings bei ZDF-Fernsehgarten on Tour und im ZDF-Morgenmagazin. Darüber hinaus verwendet der deutsche Musikfernsehsender VIVA das Stück seit April 2018 als Werbe- und Programmtrenner. Somit ist Royals & Kings zu Beginn und Ende diverser Werbeunterbrechungen zu hören. Mit dem Titel Schloss folgte unter anderem ein Liveauftritt im ZDF-Fernsehgarten. RTL Television untermalte mit dem Lied einen Werbespot für die 2018er Staffel von Die Bachelorette.

## Inhalt
Alle Liedtexte des regulären Albums sind überwiegend in deutscher Sprache verfasst und stammen mit einer Ausnahme von den beiden Glasperlenspiel-Mitgliedern Daniel Grunenberg und Carolin Niemczyk, die die Stück mit wechselnden Koautoren schrieben. In vielen Texten finden sich Anglizismen wieder. So findet man unter anderem in Royals & Kings die Ausdrücke: „Queen“ (englisch für ‚Königin‘), „Business“ (englisch für ‚Geschäft‘) und „Million-Dollar-Smile“ (englisch für ‚Million-Dollar-Lächeln‘). Auf der „Deluxe Version“ finden sich erstmals drei englischsprachige Aufnahmen (Coverversionen) wieder. Musikalisch bewegen sich die Lieder überwiegend im Bereich des Elektro-Pops. Die Gastbeiträge mit Ali As und Summer Cem sind stilistisch ebenfalls dem Rap zuzuordnen. Das Lied Schloss beinhaltet zudem Dancehall-Sounds.
Inhaltlich befassen sich Glasperlenspiel auf Licht & Schatten wie schon bei seinen Vorgängern erneut mit den Themen Freundschaft (Willkommen Zurück), Herzschmerz (Schloss) und Trennung (Feinde). Das Standardwerk soll hierbei die poppige Lichtseite repräsentieren. Der Zusatztonträger – mit seinen Remixen – die „dunklere“, „progessivere“ Schattenseite, die eine Art „Klubatmosphäre“ verbreiten soll. In einem Interview mit der Abendzeitung erklärte Grunenberg den Albumtitel wie folgt: „Licht und Schatten beschreiben das Wechselspiel zwischen hell und dunkel, dem Scheitern und den glücklichen Momenten. Beides gehört zum Leben dazu. Wir wüssten nicht, was Glück bedeutet, ohne den Moment des Fallens zu kennen. Als Sinnbild dafür wird unsere Platte auch mit zwei verschiedenfarbigen Seiten erscheinen. Die helle ist das Popalbum, wie man es von uns kennt, die dunkle ist dasselbe Album nochmal – aber in einem tanzbaren Klub-Remix.“
Bis auf eine Ausnahme, handelt sich bei allen Stücken um Neukompositionen. Bei Royals & Kings (Radio Edit) handelt es sich um eine Soloversion des Originals, die Glasperlenspiel ohne Summer Cem aufnahmen. Während der Solo- beziehungsweise Radioversion ohne Cem entfällt die dritte Strophe, stattdessen wiederholt sich der Refrain nach der zweiten Strophe. Die „Deluxe Version“ beinhaltet einen zweiten Tonträger, auf dem Remix- und Coverversionen zu finden sind. Mit Ausnahme der Titel Doppelt so schön, Liebe ist Safe und Lieblingslied wurden zu allen Albumtiteln auch Remixversionen aufgenommen. Bei den Remixen zu Willkommen zurück und Nächte ohne Fotos treten das Essener Rap-Duo 257ers sowie der Hamburger Rapper Disarstar in Erscheinung. Der Titel Never Forget ist eine englischsprachige Version von Nie vergessen, dem Original aus dem zweiten Glasperlenspiel-Album Grenzenlos. Das Stück Tonight (Fuju Remix) ist eine Coverversion des Originals der deutschen Pop-Rock-Band Reamonn aus dem Jahr 2006. Bei dem Stück Exclusive handelt es sich um die erste offizielle englischsprachige Aufnahme des Duos. Die Aufnahme entstand bereits 2015 und diente als Soundtrack zum Dokumentarfilm Capital C.
| #  | Titel                                            | Autor(en) | Produzent(en)                                       | Länge |
| -- | ------------------------------------------------ | --- | --------------------------------------------------- | ----- |
| 1  | Schatten & Licht                                 | Daniel Grunenberg, Carolin Niemczyk | Daniel Grossmann, Daniel Grunenberg, Matthias Mania | 2:31  |
| 2  | Willkommen Zurück                                | Oliver Avalon, Daniel Grunenberg, Philipp Klemz, Carolin Niemczyk, Paul NZA, Marek Pompetzki, Cecil Remmler                                   | Daniel Grossmann, Daniel Grunenberg, Matthias Mania | 3:21  |
| 3  | Royals & Kings (feat. Summer Cem)                | Markus Gorecki, Daniel Grunenberg, Katharina Löwel, Carolin Niemczyk, Peter Stanowsky, Cem Toraman, Marcel Uhde                               | Pascal Reinhardt                                    | 3:36  |
| 4  | Nächte ohne Fotos                                | Daniel Grossmann, Daniel Grunenberg, Robin Haefs, Carolin Niemczyk, Peter Stanowsky                                                           | Daniel Grossmann, Daniel Grunenberg, Matthias Mania | 3:14  |
| 5  | Du bist                                          | Johannes Burger, Zulfiqar Ali Chaudhry, Daniel Grunenberg, Carolin Niemczyk, Peter Stanowsky, Kilian Wilke                                    | Pascal Reinhardt                                    | 3:44  |
| 6  | Schloss (feat. Ali As)                           | Johannes Burger, Zulfiqar Ali Chaudhry, Markus Gorecki, Daniel Grunenberg, Philippe Heithier, Carolin Niemczyk, Peter Stanowsky, Kilian Wilke | Madizin (Patrick Benzner, Dave Roth, Serhat Sakin)  | 3:08  |
| 7  | Feinde                                           | Lucas Steffens | Daniel Grossmann, Daniel Grunenberg, Matthias Mania | 3:42  |
| 8  | Doppelt so schön                                 | Daniel Grunenberg, Carolin Niemczyk, Stephan Piez, Isabell Preuss, Peter Stanowsky                                                            | Michael Geldreich                                   | 3:17  |
| 9  | Kleine Wunder                                    | Johannes Burger, Daniel Grunenberg, Carolin Niemczyk, Peter Stanowsky, Kilian Wilke                                                           | Andreas Herbig, Patrick Salmy                       | 3:51  |
| 10 | Diese Zeit                                       | Johannes Burger, Daniel Grunenberg, Carolin Niemczyk, Peter Stanowsky, Kilian Wilke                                                           | Daniel Grossmann, Daniel Grunenberg, Matthias Mania | 3:29  |
| 11 | Narben                                           | Daniel Grunenberg, Laura Kloos, Carolin Niemczyk, Justin Wildenhain                                                                           | Michael Geldreich                                   | 3:54  |
| 12 | Lieblingslied                                    | Daniel Flamm, Michael Geldreich, Daniel Grunenberg, Carolin Niemczyk                                                                          | Michael Geldreich                                   | 3:17  |
| 13 | Liebe ist Safe                                   | Mel Beatz, Daniel Grunenberg, Michelle Leonard, Carolin Niemczyk                                                                              | Daniel Grossmann, Daniel Grunenberg, Matthias Mania | 4:34  |
| 14 | Royals & Kings (Radio Edit)                      | Markus Gorecki, Daniel Grunenberg, Katharina Löwel, Carolin Niemczyk, Peter Stanowsky                                                         | Pascal Reinhardt                                    | 3:21  |
|    | CD 2 (Deluxe Edition)                            | |                                                     |       |
| 1  | Schatten & Licht (Remix)                         | Daniel Grunenberg, Carolin Niemczyk | Daniel Grossmann, Daniel Grunenberg, Matthias Mania | 2:29  |
| 2  | Willkommen Zurück (Remix) (feat. 257ers)         | Oliver Avalon, Daniel Grunenberg, Philipp Klemz, Carolin Niemczyk, Paul NZA, Marek Pompetzki, Cecil Remmler                                   | Daniel Grossmann, Daniel Grunenberg, Matthias Mania | 2:44  |
| 3  | Royals & Kings (Calyre Remix) (feat. Summer Cem) | Markus Gorecki, Daniel Grunenberg, Katharina Löwel, Carolin Niemczyk, Peter Stanowsky, Cem Toraman, Marcel Uhde                               | Pascal Reinhardt                                    | 4:25  |
| 4  | Nächte ohne Fotos (Remix) (feat. Disarstar)      | Daniel Grossmann, Daniel Grunenberg, Robin Haefs, Carolin Niemczyk, Peter Stanowsky                                                           | Daniel Grossmann, Daniel Grunenberg, Matthias Mania | 2:39  |
| 5  | Du bist (Calyre Remix)                           | Johannes Burger, Zulfiqar Ali Chaudhry, Daniel Grunenberg, Carolin Niemczyk, Peter Stanowsky, Kilian Wilke                                    | Pascal Reinhardt                                    | 3:47  |
| 6  | Schloss (Madizin Remix) (feat. Ali As)           | Johannes Burger, Zulfiqar Ali Chaudhry, Markus Gorecki, Daniel Grunenberg, Philippe Heithier, Carolin Niemczyk, Peter Stanowsky, Kilian Wilke | Madizin (Patrick Benzner, Dave Roth, Serhat Sakin)  | 3:07  |
| 7  | Feinde (Remix)                                   | Lucas Steffens | Daniel Grossmann, Daniel Grunenberg, Matthias Mania | 2:59  |
| 8  | Kleine Wunder (Calyre Remix)                     | Johannes Burger, Daniel Grunenberg, Carolin Niemczyk, Peter Stanowsky, Kilian Wilke                                                           | Andreas Herbig, Patrick Salmy                       | 2:58  |
| 9  | Diese Zeit (Remix)                               | Johannes Burger, Daniel Grunenberg, Carolin Niemczyk, Peter Stanowsky, Kilian Wilke                                                           | Daniel Grossmann, Daniel Grunenberg, Matthias Mania | 3:17  |
| 10 | Narben (Remix)                                   | Daniel Grunenberg, Laura Kloos, Carolin Niemczyk, Justin Wildenhain                                                                           | Michael Geldreich                                   | 3:52  |
| 11 | Never Forget                                     | Alexander Freund, Daniel Grunenberg, Michael Kurth, Katharina Löwel, Carolin Niemczyk                                                         | Daniel Grunenberg, Nadine Raihani                   | 4:00  |
| 12 | Exclusive                                        | Stephan Hengst, Fabian Hoffmann, Nadine Raihani                                                                                               | Daniel Grunenberg                                   | 3:20  |
| 13 | Tonight (Fuju Remix)                             | Uwe Bossert, Raymond Garvey, Mike Gommeringer, Sebastian Padotzke, Philipp Rauenbusch                                                         | Daniel Grossmann, Daniel Grunenberg, Matthias Mania | 3:17  |

## Singleauskopplungen
Bereits eineinhalb Monate vor der Veröffentlichung von Licht & Schatten erschien mit Royals & Kings die erste Singleauskopplung des Albums. Die Single erschien erstmals als Einzeldownload am 2. März 2018. Drei Wochen später erschien eine von Calyre getätigte Remixversion als Einzeldownload am 23. März 2018. Zu Royals & Kings erschienen zwei Musikvideos. Zunächst feierte am 8. März 2018 ein Lyrikvideo bei YouTube seine Premiere. Am 13. April 2018 folgte das offizielle Musikvideo, in dem Summer Cem selbst nicht auftaucht.
Royals & Kings verfehlte zunächst einen Charteinstieg bei seiner Erstveröffentlichung. In Deutschland platzierte sich die Single zunächst in den Single-Trend-Charts. Erst mit der Albumveröffentlichung schaffte die Single erstmals den Sprung in die Single Top 100 am 27. April 2018. Glasperlenspiel gelang mit Royals & Kings der achte Charterfolg in den deutschen Singlecharts, als Autoren erreichen Grunenberg und Niemczyk hiermit zum neunten Mal die Charts.

## Tourneen
Die folgenden Listen sind eine Übersicht der Konzerte und Tourneen, die Glasperlenspiel planen zu spielen. Zunächst plant das Duo eine „Festival Tour“ mit 15 Konzerten, die sie von Mai bis August 2018 durch Deutschland und die Schweiz führt. Im Anschluss ist die sogenannte „Licht & Schatten Tour“ geplant. Diese soll am 1. November 2018 in Leipzig starten und am 19. März 2019 in Wien enden. Die Tour besteht bislang aus 20 Konzerten und führt das Duo nach Deutschland, Österreich und die Schweiz. Tourübergreifend plant das Duo zwei Konzerte in Hamburg, jedoch in verschiedenen Lokationen. An allen anderen Veranstaltungsorten ist jeweils nur ein Konzert geplant. Der Kartenvorverkauf für die „Licht & Schatten Tour“ erfolgte exklusiv über den Online-Versandhandel Amazon.com. Alle Kunden, die das Album vorbestellten, hatten dabei die Möglichkeit Karten vorzubestellen. Dieser exklusive Vorverkauf begann mit der Albumveröffentlichung am 20. April 2018 und dauerte 72 Stunden.

### Festival Tour 2018
| Datum           | Stadt          | Veranstaltungsort         | Land        |
| --------------- | -------------- | ------------------------- | ----------- |
| 26. Mai 2018    | Sohren         | FullPull Festival         | Deutschland |
| 2. Juni 2018    | Celle          | Celler Beachsoccer Open   | Deutschland |
| 8. Juni 2018    | Grömitz        | Musik über dem Meer       | Deutschland |
| 9. Juni 2018    | Baiersbronn    | Baiersbronn Open Air      | Deutschland |
| 10. Juni 2018   | Mannheim       | Zeltfestival Rhein-Neckar | Deutschland |
| 22. Juni 2018   | Ellingen       | Gutsfest                  | Deutschland |
| 23. Juni 2018   | Künzelsau      | Würth Open Air            | Deutschland |
| 29. Juni 2018   | Hamm           | Hammer Summer             | Deutschland |
| 19. Juli 2018   | Schopfheim     | Sommersound               | Deutschland |
| 26. Juli 2018   | Tüßling        | Raiffeisen Kultursommer   | Deutschland |
| 28. Juli 2018   | Potsdam        | Potsdam Open Air          | Deutschland |
| 2. August 2018  | Meersburg      | Meersburg Open Air        | Deutschland |
| 4. August 2018  | Hamburg        | Stadtpark Freilichtbühne  | Deutschland |
| 12. August 2018 | Zofingen       | Heitere Open Air          | Schweiz     |
| 26. August 2018 | Neubrandenburg | Neubrandenburg Open Air   | Deutschland |

### Licht & Schatten Tour
| Datum             | Stadt             | Veranstaltungsort          | Land        |
| ----------------- | ----------------- | -------------------------- | ----------- |
| 1. November 2018  | Leipzig           | Haus Auensee               | Deutschland |
| 2. November 2018  | Hannover          | Capitol                    | Deutschland |
| 3. November 2018  | Fürth             | Stadthalle                 | Deutschland |
| 4. November 2018  | Frankfurt am Main | Batschkapp                 | Deutschland |
| 16. November 2018 | Köln              | Palladium                  | Deutschland |
| 30. November 2018 | Berlin            | Tempodrom                  | Deutschland |
| 1. Dezember 2018  | Kaiserslautern    | Kulturzentrum Kammgarn     | Deutschland |
| 1. Februar 2019   | Stuttgart         | Wagenhallen                | Deutschland |
| 2. Februar 2019   | Zürich            | Volkshaue                  | Schweiz     |
| 3. Februar 2019   | Ravensburg        | OberschwabenKlub           | Deutschland |
| 15. Februar 2019  | Hamburg           | Mehr! Theater am Großmarkt | Deutschland |
| 16. Februar 2019  | Bremen            | Pier 2                     | Deutschland |
| 17. Februar 2019  | Dortmund          | Freizeitzentrum West       | Deutschland |
| 18. Februar 2019  | Halle (Westf.)    | Gerry Weber Event Center   | Deutschland |
| 1. März 2019      | Erfurt            | Thüringenhalle             | Deutschland |
| 2. März 2019      | Dresden           | Alter Schlachthof          | Deutschland |
| 14. März 2019     | Würzburg          | Posthalle                  | Deutschland |
| 15. März 2019     | Saarbrücken       | Garage                     | Deutschland |
| 16. März 2019     | München           | Muffathalle                | Deutschland |
| 17. März 2019     | Wien              | Simm City                  | Österreich  |

## Mitwirkende
Albumproduktion
- Oliver Avalon – Komponist (Lied 2), Liedtexter (Lied 2)
- Lex Barkey – Mastering (Lieder: 1-14, 2.11-2.13)
- Mel Beatz – Komponist (Lied 13), Liedtexter (Lied 13)
- Uwe Bossert – Komponist (Lied 2.13), Liedtexter (Lied 2.13)
- Johannes Burger – Komponist (Lieder: 5-6, 9-10), Liedtexter (Lieder: 5-6, 9-10)
- Zulfiqar Ali Chaudhry (Ali As) – Komponist (Lieder: 5-6), Liedtexter (Lieder: 5-6), Rap (Lied 6)
- Disarstar – Rap (Lied 2.4)
- Daniel Flamm – Komponist (Lied 12), Liedtexter (Lied 12)
- Alexander Freund – Komponist (Lied 2.11), Liedtexter (Lied 2.11)
- Raymond Garvey – Komponist (Lied 2.13), Liedtexter (Lied 2.13)
- Michael Geldreich – Abmischung (Lieder: 8, 11, 12), Komponist (Lied 12), Liedtexter (Lied 12), Musikproduzent (Lieder: 8, 11-12)
- Mike Gommeringer – Komponist (Lied 2.13), Liedtexter (Lied 2.13)
- Markus Gorecki – Komponist (Lieder: 3, 6, 14), Liedtexter (Lieder: 3, 6, 14)
- Daniel Grossmann – Abmischung (Lieder: 1-2, 4, 7, 10, 13, 2.11-2.13), Komponist (Lied 4), Liedtexter (Lied 4), Musikproduzent (Lieder: 1-2, 4, 7, 10, 13, 2.13)
- Daniel Grunenberg – Gesang (Lieder: 1-14, 2.11-2.13), Komponist (Lieder: 1-6, 8-14, 2.11), Liedtexter (Lieder: 1-6, 8-14, 2.11), Musikproduzent (Lieder: 1-2, 4, 7, 10, 13, 2.11-2.13)
- Robin Haefs – Komponist (Lied 4), Liedtexter (Lied 4)
- Philippe Heithier – Komponist (Lied 6), Liedtexter (Lied 6)
- Stephan Hengst – Komponist (Lied 2.12), Liedtexter (Lied 2.12)
- Andreas Herbig – Abmischung (Lied 9), Musikproduzent (Lied 9)
- Fabian Hoffmann – Komponist (Lied 2.12), Liedtexter (Lied 2.12)
- Philipp Klemz – Komponist (Lied 2), Liedtexter (Lied 2)
- Laura Kloos – Komponist (Lied 11), Liedtexter (Lied 11)
- Michael Kurth – Komponist (Lied 2.11), Liedtexter (Lied 2.11)
- Michelle Leonard – Komponist (Lied 13), Liedtexter (Lied 13)
- Katharina Löwel – Komponist (Lieder: 3, 14, 2.11), Liedtexter (Lieder: 3, 14, 2.11)
- Madizin – Abmischung (Lied 6), Musikproduzent (Lied 6)
- Matthias Mania – Abmischung (Lieder: 1-2, 4, 7, 10, 13, 2.11-2.13), Musikproduzent (Lieder: 1-2, 4, 7, 10, 13, 2.13)
- Carolin Niemczyk – Gesang (Lieder: 1-14, 2.11-2.13), Komponist (Lieder: 1-6, 8-14, 2.11), Liedtexter (Lieder: 1-6, 8-14, 2.11)
- Paul NZA – Komponist (Lied 2), Liedtexter (Lied 2)
- Sebastian Padotzke – Komponist (Lied 2.13), Liedtexter (Lied 2.13)
- Stephan Piez – Komponist (Lied 8)
- Marek Pompetzki – Komponist (Lied 2), Liedtexter (Lied 2)
- Isabell Preuss – Komponist (Lied 8)
- Nadine Raihani – Komponist (Lied 2.12), Liedtexter (Lied 2.12), Musikproduzent (Lied 2.11)
- Philipp Rauenbusch – Komponist (Lied 2.13), Liedtexter (Lied 2.13)
- Pascal Reinhardt (Kalli) – Abmischung (Lieder: 3, 5, 14), Musikproduzent (Lieder: 3, 5, 14)
- Cecil Remmler – Komponist (Lied 2), Liedtexter (Lied 2)
- Michael Rohleder – Rap (Lied 2.2)
- Patrick Salmy – Abmischung (Lied 9), Musikproduzent (Lied 9)
- Daniel Schneider – Rap (Lied 2.2)
- Peter Stanowsky – Komponist (Lieder: 3-6, 8-10, 14), Liedtexter (Lieder: 3-6, 9-10, 14)
- Lucas Steffens – Komponist (Lied 7), Liedtexter (Lied 7)
- Cem Toraman (Summer Cem) – Komponist (Lied 3), Liedtexter (Lied 3), Rap (Lied 3)
- Marcel Uhde – Komponist (Lied 3)
- Justin Wildenhain – Komponist (Lied 11), Liedtexter (Lied 11)
- Kilian Wilke – Komponist (Lieder: 5-6, 9-10), Liedtexter (Lieder: 5-6, 9-10)

Artwork
- Arton Sefa – Fotograf (Cover)

Unternehmen
- Polydor – Musiklabel
- Universal Music Publishing – Vertrieb

## Rezeption
Kevin Holtmann vom deutschsprachigen E-Zine Plattentests.de vergab lediglich drei von zehn Punkten. Das Schlimme an Glasperlenspiel sei ihre „allumfassende Harmlosigkeit“. Ihr „hochmoderner“ und kommerziell erfolgreicher Elektro-Pop könne stromlinienförmiger nicht sein, sowohl was die „Soundästhetik“ betreffe wie auch die Texte, die die Befindlichkeiten „wohlstandsgelangweilter Mittzwanziger“ verhandeln. So gesehen sei das alles natürlich total gut „gemacht“, auf Verkaufbarkeit getrimmt und möglichst kantenlos. Bei Glasperlenspiel werde Musik zum Produkt: Austauschbar, konfektioniert und leicht konsumierbar. Was dem durchschnittlichen Glasperlenspiel-Lied in Gänze abginge sei ein spezifischer Wesenskern: DSDS-Jurorin Niemczyk und ihr Partner Grunenberg reichern ihren „schlagerhaften Bausparer-Pop“ mit elektronischen Momenten an, biedern sich zwischendurch sogar dem Phänomen Cloud Rap an, was dann schon weit übers unfreiwillig Komische hinausginge. Was ebenfalls rasch und negativ auffalle, seien die vielen Produktplatzierungen, die die Stücke durchziehen: Netflix, Spotify, Chanel und Game of Thrones würden „gedroppt“, man fühle sich beinahe wie gefangen in einer Dauerwerbesendung. Der „Opener“ Schatten & Licht funktioniere als beatgetriebener Ohrwurm durchaus ganz ordentlich und wurde als einziges „Highlight“ von Holtmann hervorgehoben. Die erste Singleauskopplung Royals & Kings habe auch ihre positiven Momente, auch wenn Grunenbergs Stimme stets auf irritierende Weise an Marteria erinnere. Danach werde es aber „erwartungsgemäß zappenduster“. Du bist sei „penetrantester Pop auf lyrischem Grundschul-Niveau“, während Willkommen zurück auch kaum über „bloße Phrasendrescherei“ hinauskomme: Das Duo versuche irgendwie das Gefühl der „Jetzt-Zeit“ einzufangen, scheitere aber schon beim Wortfindungsprozess. Dadurch müssen Grunenberg und Niemczyk immer wieder auf „Phänomene des Zeitgeists“ zurückgreifen, um ihre „unterkomplexen Botschaften“ lebendig zu machen. Es gehe beständig ums Leben im Moment, ums Erleben guter respektive „geiler“ Zeiten oder das „Immunsein gegen schlechte Vibes“. Untermalt werde derlei dann mit „Oh-Oh“-Chören, um dem Ganzen noch sowas wie den nötigen Schwung zu geben. Wenn das Duo dann in Narben davon singe, dass es okay sei, nicht perfekt zu sein, müsse man schon ein wenig schmunzeln.
Toni Hennig vom deutschen Online-Magazin laut.de vergab lediglich einen von fünf Sternen für das Album. Licht & Schatten warte musikalisch mit ansprechend produziertem Elektro-Pop auf, der wahlweise mit Hip-Hop (Royals & Kings) und Dancehall (Schloss) flirte. Jedoch scheine das Wort Spannungsaufbau ein Fremdwort zu sein. Im Grunde genommen höre man den gleichen euphorischen Refrain, unterlegt mit viel Gewummer und Effekthascherei, gefühlt mehr als einhundert Mal. Mit Überraschungen bräuchte man als Hörer nicht rechnen. Andererseits lasse sich die Musik gegenüber der inhaltlichen Ebene durchaus verschmerzen. Immer noch changiere Glasperlenspiel zwischen den Themen Freundschaft (Willkommen Zurück), Herzschmerz (Schloss) und Trennung (Feinde) hin und her. Dabei möchte sich die Band so natürlich und unverfälscht wie nur möglich zeigen. Deswegen heiße es in Royals & Kings: „Ich feier uns so, wie wir sind, wir sind keine royals oder kings.“ Alles Geld der Welt scheine dem Duo nichts wert zu sein. Wenn Summer Cem auf Auto-Tune noch ein paar unmotivierte Lines zum Fremdschämen am Ende beisteuere, buhlen Niemczyk und Grunenberg bemüht um Street Credibility. Nur nehme man ihnen diese Unterschicht-Attitüde nicht ab. Demgegenüber saß Niemczyk zum Zeitpunkt der Veröffentlichung in der Jury von DSDS. Das könne man dann doch als Doppelmoral betrachten. Darüber hinaus zeichnen die beiden Musiker ein Idealbild einer Liebesbeziehung, das mehr einer Seifenoper denn dem echten Leben gleiche. Überdies finden die beiden sich so dermaßen großartig, dass Kanye West und Kim Kardashian dagegen schon beinahe bodenständig wirken. Liebe ist Safe sei eine getragene Midtempo-Ballade, die im Vergleich zu den restlichen völlig gleichförmigen Stücken von der Stange mit ein wenig Abwechslung glänze. Das Duo präsentiere sich in Diese Zeit “so völlig immun gegen schlechte Vibes”. Dazu erschallen „Oh-Oh-Oh“-Chöre von der „Deutschpop-Resterampe“. Als Hörer könne man spätestens jetzt allmählich verzweifeln. Schlimm, wenn zwei Menschen sich lieb haben und es der ganzen Welt permanent unter die Nase reiben müssen. Nichtsdestotrotz schlage das Duo mit ihren Kalenderblattweisheiten im Stil von Julia Engelmann endgültig dem Fass den Boden aus. Wenn für die heutige Generation Y Depressionen mit einer Grapefruit zum Frühstück verschwinden, lasse sich demzufolge in Nächte ohne Fotos “Liebeskummer mit ’nem Schokomilchshake heil’n”. In schwierigen Lebenssituationen gebe Niemczyk dem Hörer in Narben den Ratschlag: „Versteck’ dich nicht, zeig’ wie schön du bist.“ Anschließend ergänze sie: „Du denkst, du bist nicht schön, doch ich seh’ dich mit ander’n Augen.“ Dafür, dass sie und Daniel auf dieser Platte fast durchgängig im Mittelpunkt stehen, bleibe der Wahrheitsgehalt dieser Behauptung mehr als anzuzweifeln. Dennoch würden anscheinend genug Menschen dieses „Stuhlkreis-Gesülze“ für bare Münze nehmen. Hermann Hesse hätte sich wahrscheinlich im Grab umgedreht. Demgemäß erweise sich Licht & Schatten als ein Album, das auf penetrante Art und Weise Scheingefühle vermittele. Glasperlenspiel würden sich auf dem Werk im Großen und Ganzen dem lyrischen Niveau von Julia Engelmann anpassen. Zusätzlich dürften einige Nummern auf der Scheibe im Formatradio hoch unter runter „dudeln“. Der austauschbaren Musik dieses Duos könne man als Hörer also „leider“ nur schwer entkommen. laut.de betitelte Licht & Schatten als eines der 30 schlimmsten Alben des Jahres 2018.

## Chartplatzierungen
Licht & Schatten erreichte in Deutschland Position fünf der Albumcharts und konnte sich eine Woche in den Top 10 sowie zehn Wochen in den Charts halten. Des Weiteren platzierte sich das Album auf Position drei der Top 15 deutschsprachige Alben in Deutschland. In Österreich erreichte das Album in zwei Chartwochen Position 23 und in der Schweiz in einer Chartwochen Position 40 der Charts.
Für Glasperlenspiel ist Licht & Schatten der vierte Charterfolg in den deutschen Albumcharts sowie der dritte in der Schweiz und der zweite in Österreich. In Deutschland ist dies nach Grenzenlos der zweite Top-10-Erfolg in den Albumcharts. Es ist das zweite Album nach dem Vorgänger Tag X, dass sich gleichzeitig in allen D-A-CH-Staaten platzieren konnte. Darüber hinaus konnte sich bislang kein Album des Duos höher in allen drei Ländern platzieren. In Deutschland löst das Duo hiermit ihr zweites Studioalbum Grenzenlos ab, welches seinerzeit Position acht erreichte. In Österreich und der Schweiz setzten sie ebenfalls neue Bestmarken in den Albumcharts. Dort lagen ihre höchsten Chartnotierungen zuvor bei Position 54 beziehungsweise 49, die sie jeweils mit dem dritten Studioalbum Tag X erreichten.